# 11 키티즈
11 키티즈 (11 kitties)는 대한민국의 아이돌 그룹이다. 동물자유연대와 11번가가 결성했으며 세계 최초로 모든 멤버가 유기동물 출신 고양이인 음악 그룹이다. 본래는 2022년 10월까지 활동하도록 하는 단기적 캠페인이다.

## 역사
조은희 소속자 매니저는 "최근 몇 년 사이에 고양이 입양률이 굉장히 많이 떨어졌기 때문에, 고양이들이 구조가 되면 새끼들만 입양을 하려 하며, 나이가 있는 고양이들은 보호소에 계속 남게되어 전체적으로 고령화가 시작이 됐다"는 문제점을 들었다.
동물자유연대에서는 6마리의 고양이들이 모두 매력이 있는 고양이들이기 때문에 사람들의 이목을 끌고 입양으로 이어질 수 있도록 하는 것이 목표라고 말했다.
고양이가 스트레스를 많이 받는 동물이기 때문에 장소가 새로 바뀐 것에 대해 걱정을 했지만 동물자유연대 내부에서 시트를 지어줬다고 한다. 스태프도 전부 고양이를 기른 적 있는 사람들로 채워져 있었다.
2022년 6월 20일에 'Take me' 뮤직비디오가 공개되었고 전 세계적으로 좋은 반응을 모았다. 방탄소년단의 제이홉이 인스타그램 스토리에 11 키티즈의 내용을 업로드 하기도 하였다.

## 멤버
11 키티즈는 해체를 위해 만들어진 아이돌 그룹이다. 각 고양이들은 유기묘 출신 고양이들이기 때문에, 다른 사람들에게 입양될 때마다 그 고양이는 그룹에서 탈퇴한다는 세계관을 가지고 있다. 따라서 11 키티즈 그룹은 결성된지 한 달 만에 해체가 되어야 하는 그룹이 되었다.
11 키티즈의 멤버들은 총 3단계의 오디션을 진행하고 가장 촬영에 적합한 고양이들을 영입하게 되었다. 놀잇감을 통해 반응을 알아내는 오디션도 진행했다고 하였다. 가장 잘했던 멤버는 서창이라고 지목하였다. 멤버들은 오디션을 진행했을 때 여러 특성에 따라 각각 역할을 가지고 있다. 결성 초창기 멤버 중 가장 눈길이 가던 고양이는 포도와 모델이라고 하였는데 이 두 고양이는 가장 활동적이고 적극적인 고양이었기 때문에 리더와 센터로 영입하였다.
멤버들의 평균 나이는 10.5 살이다.

### 현 멤버
| 이름 | 역할 | 품종          | 나이            | 그룹 데뷔 |
| ---- | ---- | ------------- | --------------- | --------- |
| 모델 | 센터 | 페르시안      | 2008년(16~17세) | 초대 멤버 |
| 서창 |      | 코리안 숏헤어 | 불명            | 초대 멤버 |
| 나비 |      | 코리안 숏헤어 | 불명            | 초대 멤버 |
| 검이 | 막내 | 코리안 숏헤어 | 불명            | 초대 멤버 |

### 연습생
연습생 멤버는 11 키티즈의 메인 멤버가 입양을 받게 되어 탈퇴하게 되면 다시 메인 멤버로 들어오는 연습생이라는 설정이다.
- 썸머(코리안 숏헤어)
- 얼룩이(코리안 숏헤어)
- 이모(코리안 숏헤어)
- 희망이(코리안 숏헤어)
- 또루(코리안 숏헤어)

## 하차 멤버
| 이름   | 전 역할 | 품종          | 나이            | 그룹 데뷔 | 탈퇴일                 |
| ------ | ------- | ------------- | --------------- | --------- | ---------------------- |
| 달타냥 |         | 코리안 숏헤어 | 불명            | 초대 멤버 | 2022년 6월 12일 (사망) |
| 포도   | 리더    | 샴고양이      | 2006년(18~19세) | 초대 멤버 | 2022년 8월 14일        |

## 영향
11 키티즈가 데뷔하고 난 후 대한민국의 고양이 입양률이 눈에 띄게 증가하게 되었다. 평균적으로 대한민국에서의 유기묘는 1년에 10마리 정도밖에 입양을 못 했지만, 11 키티즈 활동을 하고 나면서 2022년 상반기에만 14 마리씩 입양이 됐다고 한다. 조은희 소속사 매니저는 이것이 11 키티즈의 영향이 아닐까 생각을 하고 있다고 답변하였다. 앞으로 이러한 영향력에 힘입어 굿즈까지 출시할 예정이라고 한다.